# Xystrocera viridilucens
Xystrocera viridilucens là một loài bọ cánh cứng trong họ Cerambycidae.